# NGC 4376
NGC 4376 (другие обозначения — UGC 7498, MCG 1-32-53, ZWG 42.93, VCC 787, IRAS12227+0601, PGC 40494) — галактика в созвездии Девы.
Имеет избыток излучения на длине волны 800 мкм, по-видимому, обусловленный излучением холодной пыли. Возможно, содержит бар, который влияет на динамику галактики. Оценки ориентации оси галактики, измеренная фотометрически и кинематически, достаточно хорошо согласуются и различаются всего на 15°.
Этот объект входит в число перечисленных в оригинальной редакции «Нового общего каталога».